# Pseudoacanthocephalus bigueti
Pseudoacanthocephalus bigueti är en hakmaskart som först beskrevs av Houin, Golvan, Bygoo 1965.  Pseudoacanthocephalus bigueti ingår i släktet Pseudoacanthocephalus och familjen Echinorhynchidae. Inga underarter finns listade i Catalogue of Life.